# Trimezia marumbina
Trimezia marumbina är en irisväxtart som beskrevs av Pierfelice Ravenna. Trimezia marumbina ingår i släktet Trimezia och familjen irisväxter. Inga underarter finns listade i Catalogue of Life.